# Motokultivator
Motokultivator  jednoosovinski je radni stroj koji se, bez priključnog vozila, može kretati samo uz pridržavanje vozača. Za motokultivatore postoji veliki broj priključaka koji omogućavaju univerzalnost. Ti priključci su: freza, špartač, plug, razgrtač, pumpa za vodu, kosačica.
Najčešći priključak, freza, služi za obradu tla pomoću zaoštrenih tanjura i niza zakrivljenih zubaca.

## Zanimljivosti
Svjetski jedinstveno natjecanje, utrka motokultivatora, održava se u Orahovici na motocross stazi više od deset godina. Utrka ima status državnog prvenstva.